# Xuân Thọ, Đà Lạt
Xuân Thọ là một xã thuộc thành phố Đà Lạt, tỉnh Lâm Đồng, Việt Nam.

## Địa lý
Xã Xuân Thọ nằm ở phía đông thành phố Đà Lạt, cách trung tâm thành phố 11 km và có vị trí địa lý:
- Phía đông giáp thị trấn D'Ran, huyện Đơn Dương
- Phía tây giáp Phường 11 và Phường 12
- Phía nam giáp Phường 3 và xã Xuân Trường
- Phía bắc giáp xã Đạ Sar, huyện Lạc Dương.

Xã Xuân Thọ có diện tích 62,66 km², dân số năm 2022 là 8.116 người, mật độ dân số đạt 129 người/km².

## Hành chính
Xã Xuân Thọ được chia thành 6 thôn: Đa Lộc, Đa Quý, Đa Thọ, Lộc Quý, Túy Sơn, Xuân Thành.

## Lịch sử
Ngày 14 tháng 3 năm 1979, Hội đồng Chính phủ ban hành Quyết định số 116-CP về việc sáp nhập xã Xuân Thọ thuộc huyện Đơn Dương vào thành phố Đà Lạt.